# Dimitar Kosztov
Dimitar Ivanov Kosztov (bolgárul: Димитър Костов, 1936. július 27. –) bolgár válogatott labdarúgó.
A bolgár válogatott tagjaként részt vett az 1962-es világbajnokságon.